# 科米讷 (埃诺省)
科米讷（法語：Comines，法語發音：[kɔmin]，荷蘭語發音：[ˈkoːmə(n)] ⓘ）是比利时瓦隆大区埃諾省的一个城镇，隔利斯河与法国同名市镇相望。科米讷原为一独立市镇，1977年，科米讷与市镇瓦尔讷通、下瓦尔讷通、普卢赫斯泰尔特和豪特姆合并为市镇科米讷-瓦尔讷通，成为了科米讷-瓦尔讷通的一个片区。